# 진천여객
진천여객(鎭川旅客)은 진천군의 농어촌버스 업체이다. 진천군 진천읍 중앙북1길 3에 본사가 있으며 음성교통 소속의 차량이 진천군 노선을 운행하듯이 음성군 노선에 진천여객 차량이 다니기도 한다. 계열사로는 경일여객, 음성교통, 충일관광여행사 등이 있다.

## 개요
1980년 1월 9일 충일여객(현 충일관광여행사)에서 분리, 진천교통이라는 이름으로 설립하였으며 2007년 진천여객터미널과 통합하여 현재의 사명으로 변경하였다. 2014년 12월 기준 28대의 차량을 보유중이고 충청북도 최초로 LED 전광판을 설치하였으며 차량내부에는 LCD 모니터가 설치되어 군정홍보영상과 함께 안내방송과 연계하여 정류장을 안내하고 있으나 배터리 문제와 안내방송기 교체로 현재는 무용지물이 되었고 차내 안전주의 램프도 일부 차량에 설치되었으나 지금은 모두 철거되었다.

## 운행 차량
| 제조사     | 차명              | 비고              |
| ---------- | ----------------- | ----------------- |
| 우진산전   | 아폴로 1100       | 혁신도시 순환버스 |
| 현대자동차 | e-카운티          |                   |
| 현대자동차 | 뉴 카운티         |                   |
| 현대자동차 | 그린시티          |                   |
| 현대자동차 | 뉴 슈퍼에어로시티 |                   |
| 현대자동차 | 일렉시티          |                   |

## 갤러리

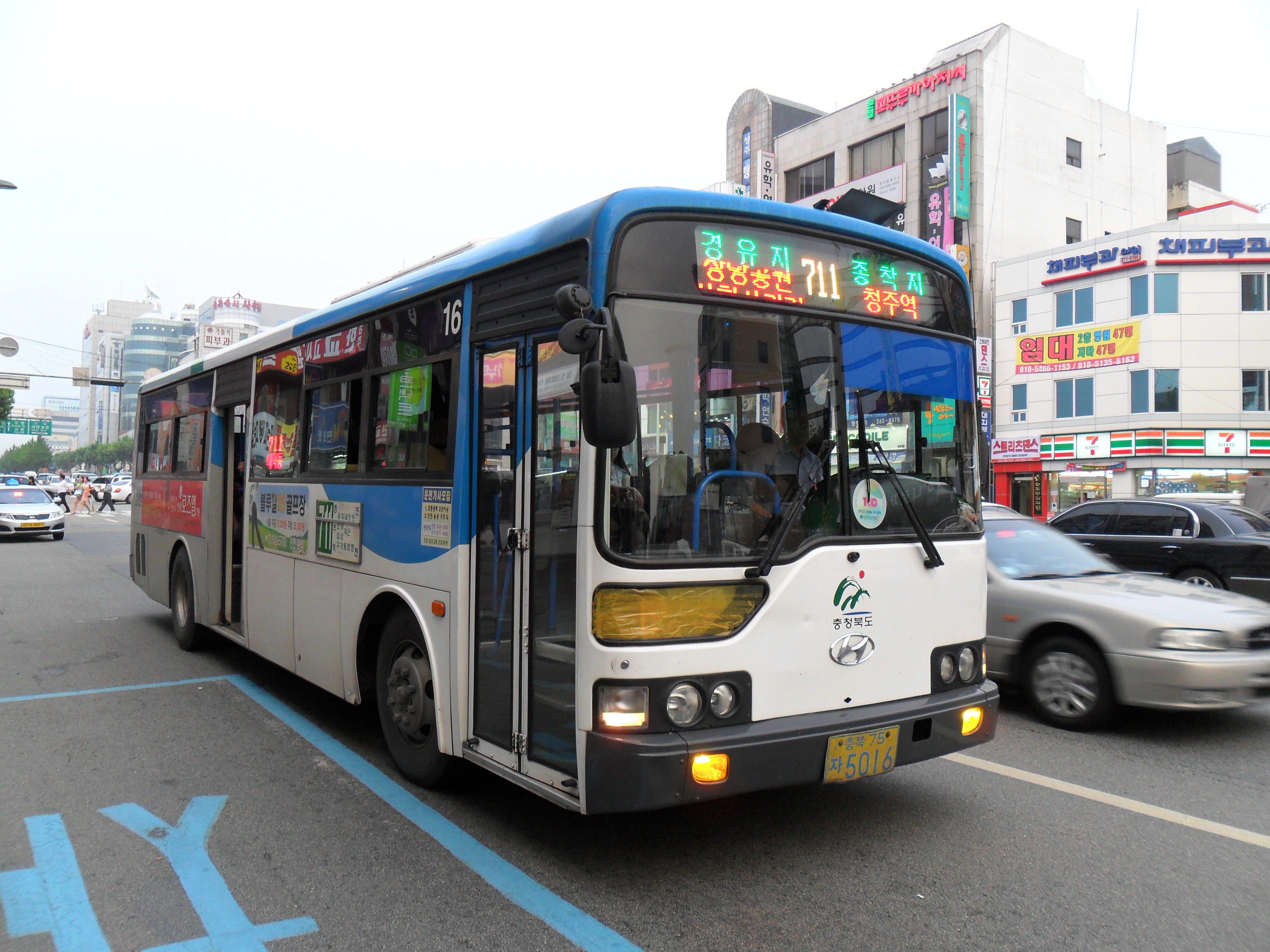
청주시내버스 711번
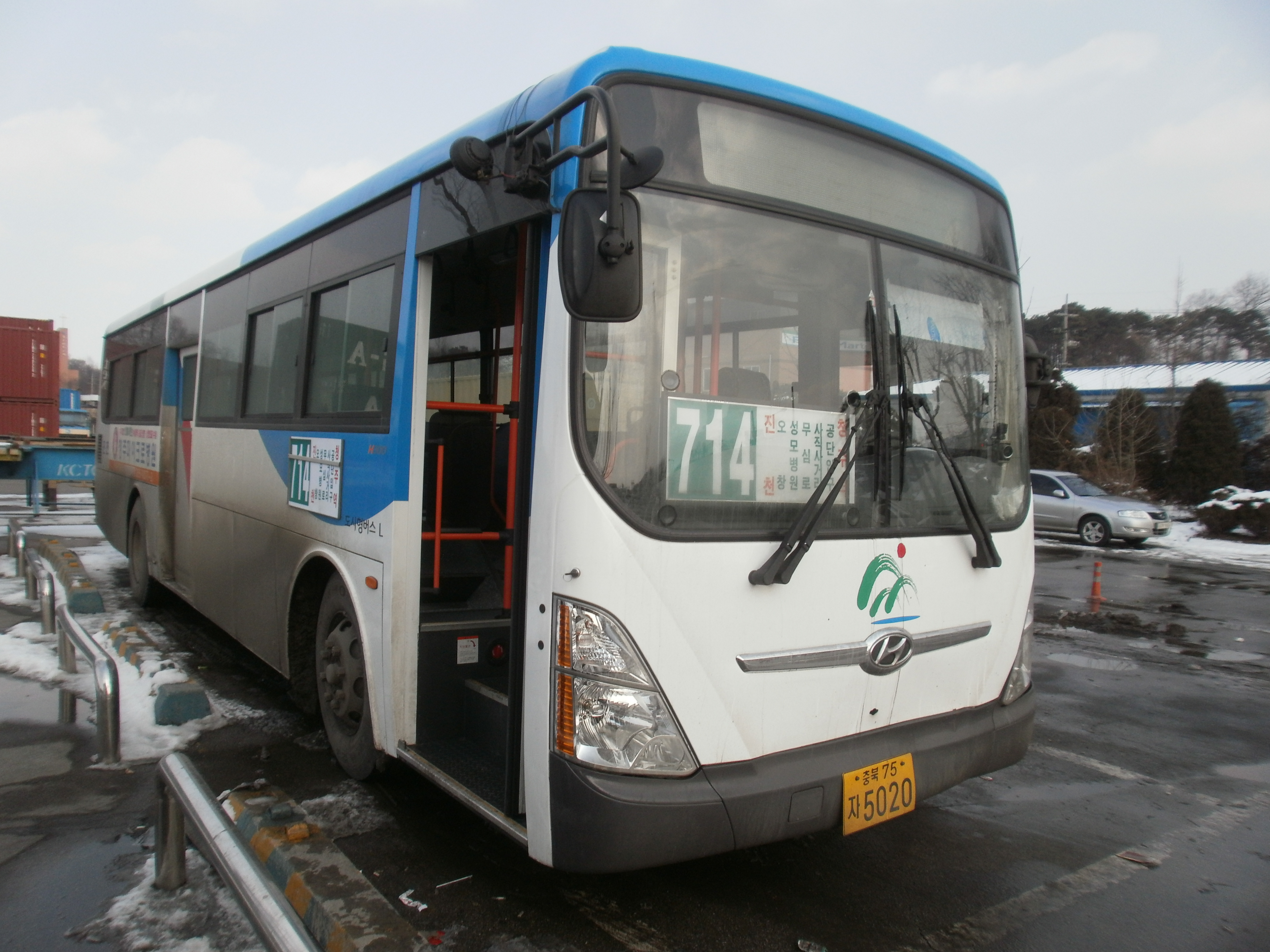
청주시내버스 714번